# Vlagyimir Alekszejevics Szolovjov
Vlagyimir Alekszejevics Szolovjov (oroszul: Влади́мир Алексе́евич Соловьёв) (Moszkva, 1946. november 11.) szovjet/orosz űrhajós.

## Életpálya
Moszkvában a Bauman Főiskolán 1970-ben végzett, ahol rakétaismereteket és asztronautikát hallgatott. Tervezőként a Holdra szállás technológiájában tevékenykedett.  1978. december 1-től részesült űrhajóskiképzésben. Összesen 361 napot, 22 órát és 49 percet töltött a világűrben. Az űrállomáson kívül szereléssel, javítással 22 órát és 50 percet töltött a világűrben. Űrhajós pályafutását 1994. február 18-án fejezte be. 1995-ben a műszaki tudományok doktora, 1997-ben professzor. A repüléssel, űrrepüléssel kapcsolatos intézet igazgatója.

## Űrrepülések
- Szojuz T–10 kutatóűrhajósa, hosszú távú szolgálat (237 nap) a Mir űrállomás fedélzetén. A Szojuz T–11 űrhajóval tért vissza a Földre.
- Szojuz T–15  kutatóűrhajósa, repülőmérnöke, hosszú távú szolgálat (125 nap) a Mir űrállomás fedélzetén.

### Tartalék személyzet
Szojuz T–6  kutatóűrhajós, repülőmérnök

## Kitüntetések
- Kétszer kapta meg a Szovjetunió Hőse kitüntetést.
- Egyszer kapta meg a Lenin-rendet.
- 1984. december 27-én 2. osztály űrhajós
- 1986. december 9-én 1. osztály űrhajós